# Leslie Feinberg
Leslie Feinberg (1 de setembro de 1949 – 15 de novembro de 2014) foi uma lésbica butch norte-americana, ativista transgênero, comunista, e autora. Feinberg foi autora de Stone Butch Blues em 1993. Seus escritos, notavelmente Stone Butch Blues e seu livro pioneiro de não ficção Transgender Warriors (1996), lançou as bases para grande parte da terminologia e da sensibilização em torno dos estudos de gênero e foi fundamental para levar estas questões a um público mais amplo.

## Juventude
Feinberg nasceu em Kansas City, Missouri e foi criada em Buffalo, Nova Iorque, em uma família judia da classe trabalhadora. Aos quatorze anos, ela começou a trabalhar em uma loja de sinalização em uma loja de departamentos local. Feinberg acabou abandonando a Bennett High School, embora tenha recebido oficialmente um diploma. Feinberg começou a frequentar bares gays em Buffalo e trabalhou principalmente em empregos temporários e de baixos salários, incluindo lavar pratos, limpar navios de carga, trabalhar como intérprete de ASL, inserir dados médicos e trabalhar em uma fábrica de tubos de PVC e encadernação de livros.

## Carreira
Quando Feinberg tinha vinte e poucos anos, conheceu membros do Partido Mundial dos Trabalhadores numa manifestação pelos direitos à terra e pela autodeterminação dos palestinos e juntou-se à secção de Buffalo do partido. Depois de se mudar para a Cidade de Nova Iorque, Feinberg participou de manifestações antiguerra, antirracistas e pró-trabalhistas em nome do partido por muitos anos, incluindo a Marcha Contra o Racismo (Boston, 1974), uma turnê nacional sobre HIV/AIDS (1983-84) e uma mobilização contra os membros da KKK (Atlanta, 1988).
Feinberg começou a escrever na década de 1970. Como membro do Partido Mundial dos Trabalhadores, ela foi editora da página de presos políticos do jornal Workers World durante quinze anos e, em 1995, tornou-se editora-chefe.
O primeiro romance de Feinberg, Stone Butch Blues de 1993, ganhou o Lambda Literary Award e o American Library Association Gay & Lesbian Book Award de 1994. Embora existam paralelos com as experiências de Feinberg como sapatão da classe trabalhadora, a obra não é uma autobiografia. Seu segundo romance, Drag King Dreams, foi lançado em 2006.
Seu trabalho de não ficção incluiu os livros Transgender Liberation: A Movement Whose Time Has Come em 1992 e Transgender Warriors: Making History from Joan of Arc to Dennis Rodman em 1996. Também em 1996, Feinberg apareceu no documentário de Rosa von Praunheim, Transexual Menace. Em 2009, ela lançou Rainbow Solidarity in Defense of Cuba —uma compilação de 25 artigos jornalísticos.
Em Transgender Warriors, Feinberg define "transgênero" como um guarda-chuva muito amplo, incluindo todas as "pessoas que cruzam as fronteiras culturais do gênero" - incluindo lésbicas butch, mulheres de passagem (aquelas que se passaram por homens apenas para encontrar trabalho ou sobreviver durante a guerra) e drag queens.
Os escritos de Feinberg sobre a história LGBT, "Lavender & Red", apareceram frequentemente no jornal Workers World. Feinberg recebeu um doutorado honorário da Starr King School for the Ministry por seu trabalho com transgêneros e justiça social.
Em junho de 2019, Feinberg foi um dos primeiros cinquenta "pioneiros, pioneiros e heróis" americanos introduzidos no Muro de Honra Nacional LGBTQ no Monumento Nacional de Stonewall (SNM) no Stonewall Inn de Nova Iorque. O SNM é o primeiro monumento nacional dos Estados Unidos dedicado aos direitos e à história LGBTQ, e a inauguração do muro foi programada para ocorrer durante o 50º aniversário da Rebelião de Stonewall.

## Doença
Em 2008, Feinberg foi diagnosticada com doença de Lyme. Ela escreveu que a infecção surgiu pela primeira vez na década de 1970, quando o conhecimento relacionado a essas doenças era limitado e que ela hesitou em lidar com profissionais médicos por muitos anos devido à sua identidade transgênero. Por esse motivo, ela só recebeu tratamento mais tarde na vida. Na década de 2000, Feinberg criou arte e blogou sobre suas doenças com foco na arte da deficiência e na consciência de classe.

## Vida pessoal
Feinberg se descreveu como "uma anti-racista branca, da classe trabalhadora, judia secular, transgênero, lésbica, mulher, comunista revolucionária".
De acordo com Julie Enszer, amiga de Feinberg, Feinberg às vezes "passava" por homem por razões de segurança.
A esposa de Feinberg, Minnie Bruce Pratt, era professora na Universidade de Syracuse em Syracuse, Nova Iorque. Feinberg e Pratt se casaram em Nova Iorque e Massachusetts em 2011. Em meados e no final da década de 1990, eles frequentaram o Camp Trans juntas.
Feinberg morreu em 15 de novembro de 2014, de complicações devido a múltiplas infecções transmitidas por carrapatos, incluindo "doença de Lyme, babesiose e protomixzoa reumática", das quais ela sofria desde 1970. As últimas palavras de Feinberg foram: "Apresse a revolução! Lembre-se de mim como uma comunista revolucionária."

### Uso de pronome
Feinberg afirmou em uma entrevista de 2006 que seus pronomes variavam dependendo do contexto:
Para mim, os pronomes são sempre colocados dentro do contexto. Tenho corpo feminino, sou uma lésbica butch, uma lésbica transgênero – referir-se a mim como “ela/dela” é apropriado, especialmente em um ambiente não-trans em que referir-se a mim como “ele” pareceria resolver a contradição social entre o meu sexo de nascimento e a expressão de gênero e tornar invisível a minha expressão transgênero. Gosto do pronome de gênero neutro "ze/hir" porque torna impossível manter suposições de gênero/sexo/sexualidade sobre uma pessoa que você está prestes a conhecer ou que acabou de conhecer. E em um cenário totalmente trans, referir-se a mim como “ele/dele” honra minha expressão de gênero da mesma forma que referir-se às minhas irmãs drag queens como “ela/dela”.

— Leslie Feinberg, 2006
A viúva de Feinberg escreveu em sua declaração sobre a morte de Feinberg que Feinberg realmente não se importava com quais pronomes uma pessoa usava para se dirigir a ela: "Ela preferiu usar os pronomes ela/zie e ela/hir para si mesma, mas também disse: 'Eu me importo com qual pronome é usado, mas as pessoas têm sido respeitosas comigo com o pronome errado e desrespeitosas com o pronome certo. Importa se alguém está usando o pronome como um fanático ou se está tentando demonstrar respeito.'"

## Livros
- Transgender Liberation: A Movement Whose Time Has Come. World View Forum, 1992. ISBN 0-89567-105-0.
- Stone Butch Blues. San Francisco: Firebrand Books, 1993. ISBN 1-55583-853-7.
- Transgender Warriors: Making History from Joan of Arc to Dennis Rodman. Boston: Beacon Press, 1996. ISBN 0-8070-7941-3.
- Trans Liberation: Beyond Pink or Blue. Beacon Press, 1999. ISBN 0-8070-7951-0
- Drag King Dreams. New York: Carroll & Graf, 2006. ISBN 0-7867-1763-7.
- Rainbow Solidarity in Defense of Cuba. New York: World View Forum, 2009. ISBN 0-89567-150-6.